# Мельхерс, Гари
Гари (Гарибальди) Юлиус Мельхерс (англ. Gari Melchers; 11 августа 1860, Детройт — 30 ноября 1932, Фредериксберг, Виргиния) — американский художник немецкого происхождения, один из крупнейших представителей натуралистической школы в живописи США.

## Жизнь и творчество
Родился в семье скульптора Юлиуса Теодора Мельхерса, выходца из Вестфалии. Изучал живопись в Академии искусств Дюссельдорфа, а затем — в Париже, у Жюля Жозефа Лефевра и Густава Буланже. Многие его полотна, написанные яркими, свежими, красочными тонами, посвящены жизни простых людей Голландии. В 1900 году, на Всемирной выставке в Париже, Г. Мельхерс был удостоен Почётной медали. В более поздний свой творческий период занимался также настенной живописью (Библиотека Конгресса, Вашингтон). Художник жил попеременно в Париже, Голландии и Нью-Йорке. В 1909 году он становится профессором университета в Веймаре.
В 1965 году дом художника в Фалмуте (Gari Melchers Home, известный также как Бельмонт) был внесён в американский Национальный реестр исторических мест США и с тех пор входит в список 119 охраняемых государством памятников штата Виргиния.

Некоторые работы
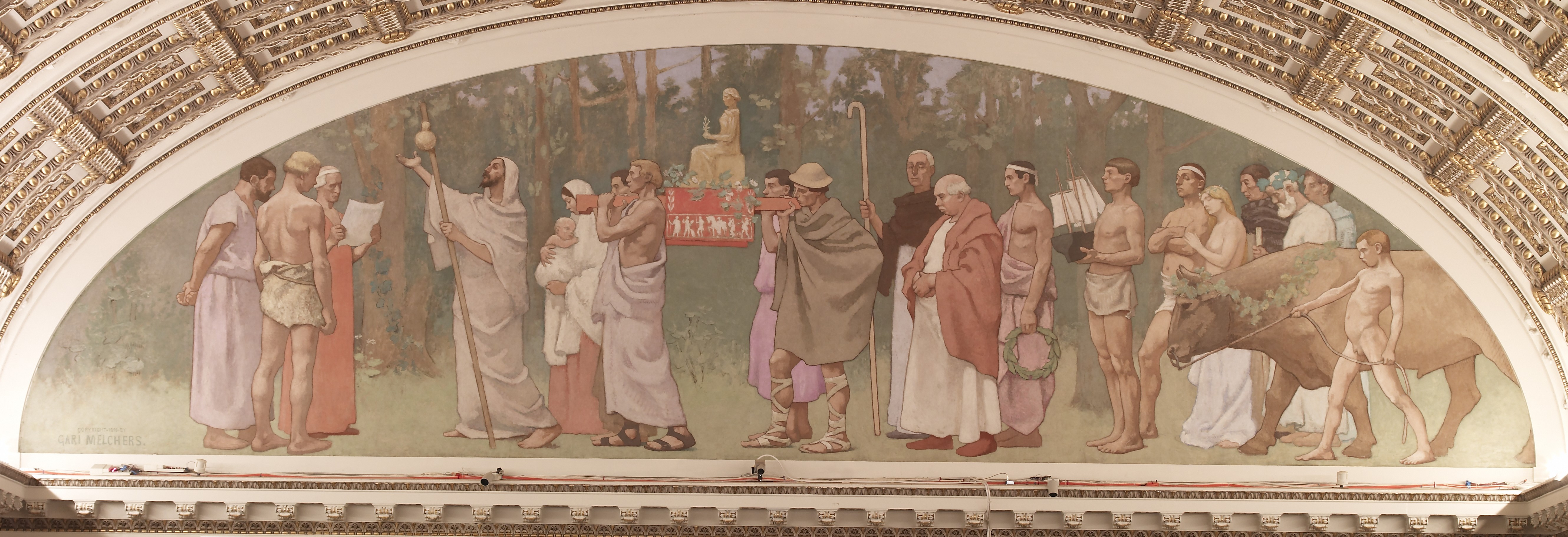
Стена Мира, Библиотека Конгресса, Вашингтон
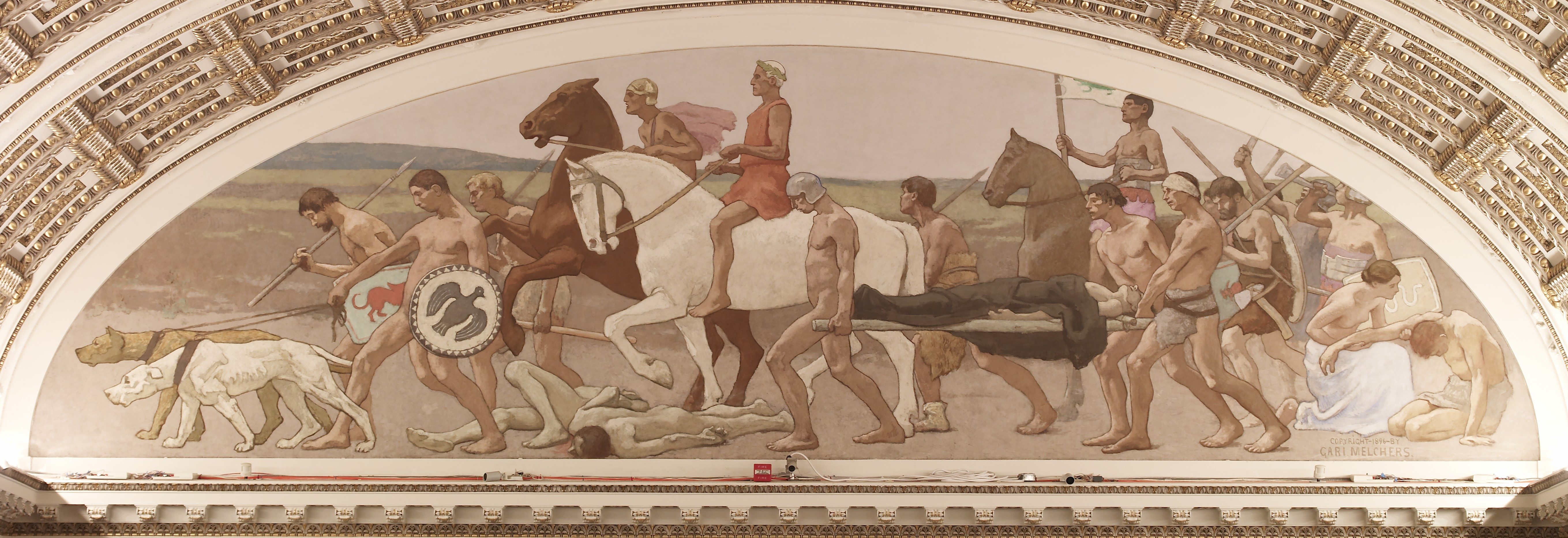
Стена Войны, Библиотека Конгресса, Вашингтон